# Cyrtinus melzeri
Cyrtinus melzeri är en skalbaggsart som beskrevs av Martins och Maria Helena M. Galileo 2009. Cyrtinus melzeri ingår i släktet Cyrtinus och familjen långhorningar.
Artens utbredningsområde är Costa Rica. Inga underarter finns listade i Catalogue of Life.